# جنگ صلیبی بارون‌ها
جنگ صلیبی بارونی (انگلیسی: Barons' Crusade) یا جنگ صلیبی ۱۲۳۹، یکی از جنگ‌های موفق از زمان جنگ صلیبی اول است که توسط پاپ گریگوری نهم اعلام شد. بدین‌ترتیب بارون‌هایی از پادشاهی فرانسه و پادشاهی انگلستان عازم اراضی مقدس شده و موفق شدند اورشلیم، اشکلون، صیدا، طبریه، جلیل، بیت‌لحم و ناصره را به قلمرو پادشاهی اورشلیم ضمیمه کنند تا قلمرو پادشاهی به حدود سال ۱۱۸۷ خود بازگردد.

## پیش‌زمینه
صلح فریدریش دوم، امپراتور مقدس روم با الکامل محمد بن عادل شامل انطاکیه و طرابلس و نیز دو سازمان صلیبی (داویه) و (اسبتاریه) نشده بود؛ ازاین رو، نیروهای این دو سازمان در اواخر پاییز ۱۲۲۹ به قلعه بعرین — که در قلمرو ملک مظفر محمود، فرمانروای حماه، بود — حمله کردند و غنایم بسیاری را به چنگ آوردند و پس از گرفتن غرامت از ملک مظفر بازگشتند.
در رمضان ۱۲۳۰ نیروهای صلیبی این دو سازمان بار دیگر به حماه حمله بردند، ولی این بار شکست سختی خوردند. در ۱۲۳۹ صلیبیان یکی از شروط صلح‌نامه سال ۱۲۲۹ میان فریدریش دوم و الکامل، مبنی بر نوسازی نکردن اورشلیم، را نقض کردند؛ ازاین‌رو، ملک ناصر داود به همراه برادرش، ملک صالح ایوب، و سپاهیانشان راهی قدس شدند و پس از ۱۷ یا ۲۱ روز محاصره، آنجا را فتح کردند. در همان سال و در آستانه پایان مهلت صلح ده ساله، پاپ گریگوری نهم بار دیگر همه شاهان و فرمانروایان اروپا را دعوت به تدارک یک حمله جدید صلیبی کرد که تن‌ها برخی از امیران و تیولداران‌از آن استقبال کردند. در پاسخ به دعوت پاپ، گروه‌هایی از امیران و عامه مردم، لشکری به فرماندهی تیبو دو شامپاین، و پادشاه ناوار تشکیل دادند و به سوی مشرق حرکت کردند.

## جنگ
پس از پایان یافتن جنگ صلیبی ششم و بازگشت فریدریش به اروپا، وی در سال ۱۲۳۰ توانست با پاپ آشتی و مصالحه برقرار کند تا از زیر فشارهای وارده از جانب دستگاه پاپ خارج شود؛ با این حال وی در اراضی مقدس با مقاومت افرادی همچون جان ابلین روبه‌رو شد که موفق شده بود، رهبری تمامی گروه‌های مخالف فریدریش را برعهده بگیرد. با این حال درگیری بین نیروهای هوهنشتافن‌های فریدریش و صلیبیون به رهبری جان ابلین با پیروزی جان ابلین همراه بود. از آن پس سلطنت امپراتوری ظاهر خود را حفظ کرد اما قدرت واقعی در دست خاندان ابلین قرار گرفت. همزمان با درگیری داخلی میان صلیبیون، ایوبیان نیز درگیر جنگ‌های داخلی شدند. پیوند الکامل و الاشرف به فاصله کوتاهی پس از تسخیر دمشق از بین رفت و دو برادر تا سال ۱۲۳۷ که الاشرف درگذشت، درگیر جنگ داخلی شدید با یکدیگر بودند. پس از الکامل موفق شد تا سوریه را متصرف شود اما خود پس از اندک زمانی درگذشت. پس از مرگ وی، حکومت میان دو پسرش تقسیم شد؛ الصالح حکومت دمشق و العادل حکومت مصر را به دست گرفت؛ با این حال این دو برادر نیز پس از مدتی وارد جنگ با یکدیگر شدند تا اینکه الصالح مصر فتح کرد اما خود سوریه را نیز از دست داد.
با رسیدن سال ۱۲۳۹، صلح میان فریدریش دوم با ایوبیان منقضی شد و مسلمانان برای بازپس‌گیری اورشلیم خود را آماده کردند چرا که اورشلیم علناً بی‌دفاع و به‌سهولت قابل محاصره بود. با این حال در همین سال جنگ صلیبی جدیدی به دستور پاپ گریگوری نهم آغاز شد که در آن بارون‌های فرانسوی و انگلیسی شرکت جستند بدین‌ترتیب این جنگ به جنگ صلیبی بارونی شهرت یافت که تیبو دو شامپاین و ریچارد، نخستین ارل کورنوال رهبری آن را برعهده داشتند. این جنگ سرانجام با پیروزی صلیبیون همراه بود به‌نحوی که صلیبیون موفق شدند در ازای هم‌پیمانی و اتحاد با مصر، اورشلیم و اراضی از دست رفته‌ای همچون عسقلان، صیدا، طبریه، جلیل، بیت‌لحم و ناصره را به دوباره به دست آورند و اراضی صلیبیون را به حدود خود قبل از نبرد حطین برسانند.

## پس از جنگ
پس از فتح اراضی مقدس توسط صلیبیون، ملک صالح برای جبران این شکست‌ها، برای بازپس‌گیری سوریه و اراضی مقدس با خوارزمشاهیان که در شمال سوریه مستقر شده بودند، متحد شد. اورشلیم نیز در این زمان که فاقد استحکامات لازم دفاعی در مقابل هرگونه حمله‌ای بود، در سال ۱۲۴۴ توسط خوارزمشاهیان محاصره شد و به‌سهولت پس از مدت اندکی فتح و تسخیر شد. مسیحیان پس از تسخیر شهر قتل‌عام شدند و کلیساهایی از جمله کلیسای آرامگاه مقدس مسیح به آتش کشیده شد. پس از آن ملک صالح توانست اراضی که توسط بارون‌ها فتح شده بود، مجدداً به قلمرو ایوبیان بازگرداند تا بار دیگر پادشاهی اورشلیم به یک نوار باریک از بندرهای ساحلی مدیترانه محدود شود.